# Joaquim Rasteiro
Joaquim Pedro da Assunção Rasteiro (Vila Nogueira de Azeitão, 12 de novembro de 1834 — 26 de novembro de 1898), foi um agricultor, investigador da história da região da Serra da Arrábida, Azeitão e Palmela, e político português.

## Biografia
Joaquim Pedro da Assunção Rasteiro era filho de Joaquim Pedro da Assunção Rasteiro e de Maria Rita da Encarnação Dias Rasteiro. Casou com Mariana Margarida Pereira da Silva de quem teve um filho.

### Atividade cultural
Foi membro da Comissão dos Monumentos Nacionais
Investigou e publicou acerca da história da região da Serra da Arrábida, Azeitão e Palmela.

### Atividade política
Foi vereador da Câmara Municipal de Setúbal. e deputado às Cortes em 1894.

### Atividade jornalística
Publicou artigos sobre temas históricos e arqueológicos da região da Arrábida, Azeitão e Palmela em jornais e revistas como o Jornal do Comércio, a Ilustração Portuguesa, a Revista Ilustrada, o Boletim da Sociedade de Geografia de Lisboa, e o Arqueólogo Português.

## Obras publicadas
- Quinta e Palácio da Bacalhoa em Azeitão : monografia histórico-artistica. Lisboa : Imprensa Nacional, 1895. Coleção Inícios da Renascença em Portugal. Esta obra foi reeditada em 2003 (Porto: Asa, ISBN 972-41-3671-X)
- «Notícias arqueológicas da Península da Arrábida», in O Arqueólogo Português, vol. III, n.ºs 1 e 2, janeiro e fevereiro de 1897, pp. 1-48. O texto está datado de agosto de 1894. Este trabalho foi reeditado em RASTEIRO, Joaquim. Noticias archeologicas das peninsula da Arrabida. Prefácio e organização de Bernardo Costa Ramos. Azeitão : A Páginas Tantas, 2018.